# گوزن‌موش کوچک
گوزن‌موش کوچک (نام علمی: Tragulus kanchil) نام یک گونه از سرده گوزن‌موش‌ها است.